# Baptist-Kitzlinger-Schanze
Die Baptist-Kitzlinger-Schanze in Breitenberg besteht aus mehreren Skisprungschanzen. Zur Anlage gehören zwei kleine Schanzen der Kategorie K 15, K 35 und eine mittlere Schanze der Kategorie K 74. Diese ist die Hausschanze der Spitzenspringer Michael Uhrmann und Severin Freund. Die Schanzen sind mit Matten belegt.

## Geschichte
Der Verein WSV-DJK Rastbüchl wurde im Jahr 1963 gegründet. Nach der Gründung begann die Planung einer neuen Schanze. Die nahe Breitenberg gelegene Adalbert-Stifter-Schanze war sehr veraltet. Im Herbst 1967 hatte Josef Lang ein Grundstück unentgeltlich zur Verfügung gestellt. Viele Arbeitsstunden verbrachten die Vereinsmitglieder am Bau der neuen 50-m-Schanze, welche in der Wintersaison 1967/68 fertiggestellt worden war. Im Jahr 1976 wurde sie vergrößert und ein Kampfrichterturm sowie Zuschauertribünen entstanden ebenfalls. Der Spatenstich zur völlig neuen Baptist-Kitzlinger-Mattenschanze, benannt nach dem damaligen Landrat Baptist Kitzlinger, erfolgte am 8. August 1988. In nur einem Jahr entstand ein Leistungszentrum für Skispringer und Kombinierer. Am 15. September 1989 wurde die neue Schanze eingeweiht. Der damalige Landrat war an der Realisierung des Schanzenbaus beteiligt. Von 2004/2005 bis 2007/2008 wurden auf der Schanze Springen des Continental Cups der Damen ausgetragen. In der ersten Hälfte des Jahres 2013 konnten an der Anlage Renovierungsarbeiten durchgeführt werden. Anschließend fand am 13. und 14. Juli 2013 das vom Bayerischen Skiverband ausgetragene 23. Internationale Sommerskispringen statt.

## Internationale Wettbewerbe
Genannt werden alle von der FIS organisierten Sprungwettbewerbe.
| Datum             | Kategorie       | Schanze | 1. Platz                                                         | 2. Platz                                                                         | 3. Platz                                                   |
| ----------------- | --------------- | ------- | ---------------------------------------------------------------- | -------------------------------------------------------------------------------- | ---------------------------------------------------------- |
| 19. Februar 2003  | FIS-Rennen      | K75     | Daniela Iraschko                                                 | Anette Sagen                                                                     | Jessica Jerome                                             |
| 14. Februar 2004  | FIS-Rennen      | K75     | Lindsey Van                                                      | Anette Sagen                                                                     | Daniela Iraschko                                           |
| 15. Februar 2004  | FIS-Rennen      | K75     | Österreich?                                                      | Japan?                                                                           | Norwegen?                                                  |
| 15. Februar 2005  | Continental Cup | HS82    | Wettkampf abgesagt                                               | Wettkampf abgesagt                                                               | Wettkampf abgesagt                                         |
| 16. Februar 2005  | Continental Cup | HS82    | Anette Sagen                                                     | Daniela Iraschko                                                                 | Line Jahr                                                  |
| 18. Februar 2006  | Continental Cup | HS82    | Anette Sagen                                                     | Juliane Seyfarth                                                                 | Jessica Jerome                                             |
| 10. Februar 2007  | Continental Cup | HS82    | Anette Sagen                                                     | Daniela Iraschko                                                                 | Katie Willis                                               |
| 11. Februar 2007  | Continental Cup | HS82    | DeutschlandAnna Häfele Ulrike Gräßler Carina Vogt Lisa Rexhäuser | ÖsterreichEsther Steindl Jacqueline Seifriedsberger Tanja Drage Daniela Iraschko | NorwegenSilje Sprakehaug Gyda Enger Line Jahr Anette Sagen |
| 16. Februar 2008  | Continental Cup | HS82    | Anette Sagen                                                     | Lindsey Van                                                                      | Maja Vtič                                                  |
| 17. Februar 2008  | Continental Cup | HS82    | Maja Vtič                                                        | Anette Sagen Lindsey Van                                                         |                                                            |
| 21. Dezember 2013 | Alpencup        | HS82    | Elisabeth Raudaschl                                              | Melanie Häckert                                                                  | Claudia Purker                                             |
| 22. Dezember 2013 | Alpencup        | HS82    | Melanie Häckert                                                  | Elisabeth Raudaschl                                                              | Sophia Görlich                                             |
| 16. Dezember 2016 | Alpencup        | HS82    | Katra Komar                                                      | Lisa Eder                                                                        | Jerneja Brecl Kaja Urbanija Čož                            |
| 17. Dezember 2016 | Alpencup        | HS82    | Jerneja Brecl                                                    | Kaja Urbanija Čož                                                                | Selina Freitag                                             |
| 9. Februar 2019   | FIS Cup         | HS78    | Agnes Reisch                                                     | Arantxa Lancho                                                                   | Elisabeth Raudaschl                                        |
| 9. Februar 2019   | FIS Cup         | HS78    | Andreas Wank                                                     | Adrian Sell                                                                      | Julian Wienerroither                                       |
| 10. Februar 2019  | FIS Cup         | HS78    | Agnes Reisch                                                     | Elisabeth Raudaschl                                                              | Arantxa Lancho                                             |
| 10. Februar 2019  | FIS Cup         | HS78    | Andreas Wank                                                     | Sebastian Rombach                                                                | Johannes Schubert                                          |
| 25. Januar 2020   | FIS Cup         | HS78    | Wang Liangyao                                                    | Štěpánka Ptáčková                                                                | Lara Logar                                                 |
| 25. Januar 2020   | FIS Cup         | HS78    | Thomas Lackner                                                   | Federico Cecon                                                                   | Stefan Rainer                                              |
| 26. Januar 2020   | FIS Cup         | HS78    | Wang Liangyao                                                    | Lara Logar                                                                       | Elisabeth Raudaschl                                        |
| 26. Januar 2020   | FIS Cup         | HS78    | Stefan Rainer                                                    | Felix Hoffmann                                                                   | Justin Nietzel                                             |